# Neudorf (Ansbach)

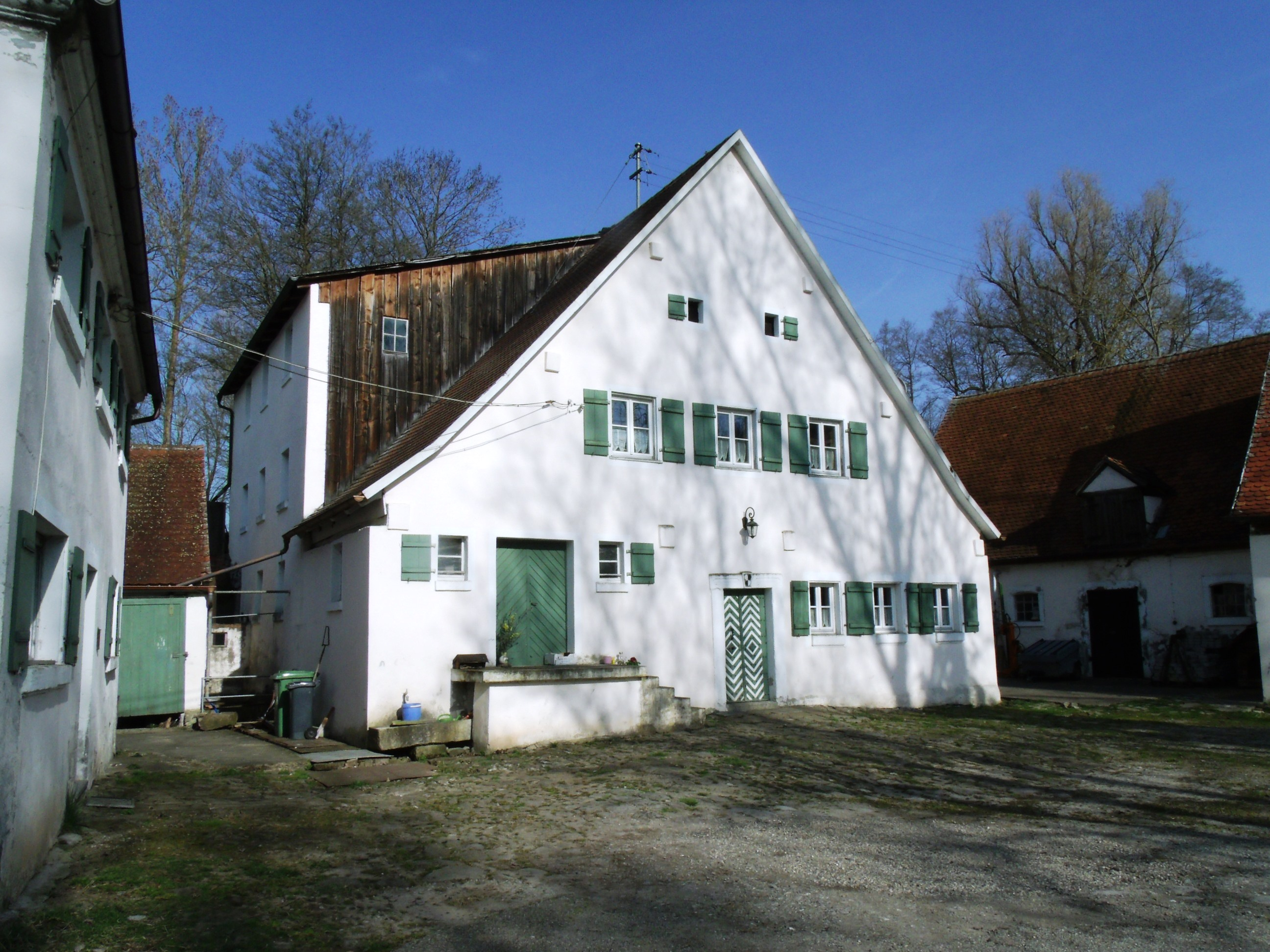
Neudorfer Mühle

Neudorf (fränkisch: Naidorf) ist ein Gemeindeteil der kreisfreien Stadt Ansbach (Mittelfranken, Bayern). Neudorf liegt in der Gemarkung Schalkhausen.

## Geografie
Das Dorf liegt am Onolzbach. Zwei namenlose Bäche münden dort als rechte Zuflüsse des Onolzbachs. 0,5 km westlich erhebt sich der Rote Berg, 0,5 km im Süden der Schloßbuck (498 m ü. NHN), im Osten liegen die Neudorfer Mühlranken. Gemeindeverbindungsstraßen führen nach Dornberg (1,2 km südlich), nach Steinersdorf (1 km östlich) und zu einer anderen Gemeindeverbindungsstraße (1,7 km südwestlich), die nach Tiefenthal (0,8 km nordwestlich) bzw. nach Lengenfeld zur Staatsstraße 2246 verläuft (1,3 km südlich).

## Geschichte
Der Ort wurde 1274 als „Niwendorf“ erstmals urkundlich erwähnt. Der Name weist den Ort als eine Spätsiedlung aus. Es ist möglich, dass die Herren von Dornberg von ihrer nahe liegenden Burg aus das Dorf gegründet hatten.
Im 16-Punkte-Bericht des Fürstentums Ansbach von 1684 wurden für Neudorf 16 Mannschaften verzeichnet. Alle Anwesen hatten das Hofkastenamt Ansbach als Grundherrn (1 Mühle, 5 Höfe, 1 Köblersgut, 8 Güter, 1 Gütlein). Außerdem gab es noch ein Gemeindehirtenhaus. Das Hochgericht und die Dorf- und Gemeindeherrschaft übte das brandenburg-ansbachische Hofkastenamt Ansbach aus.
Gegen Ende des 18. Jahrhunderts bildete Neudorf mit Neudorfer Mühle und Walkmühle eine Realgemeinde bestehend aus 18 Anwesen (1 Hof, 6 Halbhöfe, 9 Söldengüter, 2 Mühlen). Das Hochgericht, die Dorf- und Gemeindeherrschaft sowie die Grundherrschaft über alle Anwesen übte weiterhin das Hofkastenamt Ansbach aus. Neben den Anwesen gab es noch kommunale Gebäude (Hirtenhaus, Brechhaus). Es gab zu dieser Zeit 17 Untertansfamilien. Von 1797 bis 1808 unterstand der Ort dem Justiz- und Kammeramt Ansbach.
Im Rahmen des Gemeindeedikts wurde Neudorf dem 1808 gebildeten Steuerdistrikt Schalkhausen und der 1811 gegründeten Ruralgemeinde Schalkhausen zugeordnet. Diese wurde am 1. Juli 1972 im Zuge der Gebietsreform in Bayern in die Stadt Ansbach eingegliedert.

### Baudenkmal
- Neudorf 1: ehemalige Wassermühle, Wohn- und Mühlgebäude, eingeschossiger Bau mit Steildach, mit rückwärtigem dreigeschossigem Anbau mit flachem Satteldach, im Kern 16. Jahrhundert, im 18. Jahrhundert erneuert (bezeichnet 1787); Nebengebäude, Scheune und anschließendes Stallgebäude, eingeschossige Satteldachbauten, teilweise Fachwerk, zweite Hälfte 19. Jahrhundert; ehemaliges Austragshaus, zweigeschossiger Satteldachbau, bezeichnet 1859.[12]

### Einwohnerentwicklung
| Jahr      | 001818 | 001840 | 001861 | 001871 | 001885 | 001900 | 001925 | 001950 | 001961 | 001970 | 001987 |
| Einwohner | 90     | 100    | *111   | 107    | 121    | 112    | 108    | 127    | 67     | 84     | 82     |
| Häuser    | 19     | 21     |        |        | 22     | 22     | 21     | 19     | 19     |        | 20     |
| Quelle    | [ 14 ] | [ 15 ] | [ 16 ] | [ 17 ] | [ 18 ] | [ 19 ] | [ 20 ] | [ 21 ] | [ 22 ] | [ 23 ] | [ 1 ]  |

## Religion
Der Ort ist seit der Reformation evangelisch-lutherisch geprägt und bis heute nach St. Nikolaus (Schalkhausen) gepfarrt. Die Einwohner römisch-katholischer Konfession sind nach St. Ludwig (Ansbach) gepfarrt.